# Boudeville
Boudeville település Franciaországban, Seine-Maritime megyében. Lakosainak száma 220 fő (2022. január 1.). Boudeville Berville, Lindebeuf, Prétot-Vicquemare, Saint-Laurent-en-Caux és Le Torp-Mesnil községekkel határos.

## Népesség
A település népességének változása:
| Lakosok száma | 213  | 209  | 215  | 210  | 207  | 206  | 211  | 215  | 220  |
|               | 2013 | 2015 | 2016 | 2017 | 2018 | 2019 | 2020 | 2021 | 2022 |